# Weitersfelder Hochland
Das Weitersfelder Hochland ist eine Hochfläche im nördlichen Waldviertel, Niederösterreich.
Das wellige Hochland auf ca. 500 m ü. A. ist Bestandteil der Böhmischen Masse, einem variszischen Gebirgsrumpf. Es erstreckt sich von Geras bis knapp vor Retz, schließt südlich an das Thayatal an und reicht bis an das Horner Becken und das Eggenburger Becken. Aufgrund der geringen Niederschläge wird nur in den Niederungen Ackerbau betrieben, die sanften Höhenzüge dagegen sind bewaldet. Ursprünglich dominierten hier Laubmischwälder, heute sind es Fichtenforste. Naturnahe Baumbestände finden sich teilweise noch längs von Gewässern.

## Weitersfeld-Formation
Darin eingebettet finden sich die Weitersfeld-Formation, die sich, von Waschbach beginnend, bis über Weitersfeld erstreckt und aus marinen bis brackischen Tonen und Lehmen aus dem Eggenburgium und dem Ottnangium besteht. Südwestlich, im Raum um Weitersfeld, sind diese in größerer Mächtigkeit vorhanden und weit verbreitet.